# Gyrstinge
Gyrstinge es una localidad situada en el municipio de Ringsted, en la región de Selandia (Dinamarca), con una población en 2012 de unos 348 habitantes.
Se encuentra ubicada en el centro de la isla de Selandia, al suroeste de Copenhague.